# Martin Rathke
Martin Heinrich Rathke (ur. 25 sierpnia 1793 w Gdańsku, zm. 15 września 1860 w Królewcu) – niemiecki zoolog, embriolog i anatom.

## Życiorys
Jego rodzicami byli budowniczy statków Georg Heinrich Rathke i jego żona Catharina Elisabeth z domu Streege. Uczęszczał do Gimnazjum Akademickiego w Gdańsku, od 1814 studiował historię naturalną i medycynę na Uniwersytecie w Getyndze i Uniwersytecie w Berlinie. Po otrzymaniu tytułu doktora medycyny w 1818 praktykował jako lekarz w Gdańsku, od 1825 jako ordynator szpitala miejskiego, w 1826 otrzymał posadę fizyka miejskiego. Od 1828 do 1835 wykładał fizjologię, patologię i semiotykę na Uniwersytecie w Dorpacie. Od 1835 do 1860 wykładał zoologię i anatomię na Uniwersytecie Albrechta w Królewcu, gdzie w latach 1852–1853 pełnił funkcję rektora. W 1836 roku mianowany radcą medycznym. Jego uczniami byli m.in. Albert von Kölliker, Franz Ernst Christian Neumann i Wilhelm von Wittich. Był członkiem Cesarskiej Leopoldyńskiej Akademii Nauk Przyrodniczych (1825), członkiem korespondencyjnym Cesarskiej Akademii Nauk w Petersburgu (1832), członkiem korespondencyjnym Pruskiej Akademii Nauk (1834), członkiem zagranicznym Bawarskiej Akademii Nauk w klasie nauk matematyczno-fizycznych (1858).
Odbywał podróże naukowe: w roku 1832/33 do Finlandii i na Krym, w 1839 do Norwegii.
Żonaty z Marthą Elmire Malonek, mieli dwie córki i dwóch synów, jednym z nich był chemik Bernhard Rathke (1840–1923).

## Dorobek naukowy
Rathke zajmował się głównie embriologią porównawczą układu moczowego i układu oddechowego. Jako pierwszy opisał łuki i kieszonki skrzelowe u zarodków ptaków i ssaków. W 1839 opisał strukturę obecną w rozwoju zarodkowym, z której rozwija się przysadka mózgowa, znaną dziś jako kieszonka przysadki lub kieszonka Rathkego.
Opublikował ponad 125 artykułów, monografii i książek.

## Wybrane prace
- Untersuchungen über die Bildung und Entwicklung des Flusskrebses. Leipzig, 1829.
- Abhandlungen zur Bildungs- und Entwicklungs-Geschichte der Menschen und der Thiere. 2 Bände. Leipzig: F. C. W. Vogel, 1832–1833.
- Über die Entstehung der Glandula pituitaria. Archiv für Anatomie, Physiologie und wissenschaftliche Medicin s. 482–485, 1838
- Entwicklungsgeschichte der Natter. Königsberg, 1839.
- Bemerkungen über den Bau des Amphioxus lanceolatus, eines Fisches aus der Ordnung der Cyclostomas. Königsberg, 1841.
- Über die Entwicklung der Schildkröten. Braunschweig, 1848.
- Untersuchungen über die Entwicklung und den Körperbau der Krokodile. Braunschweig, 1866.
- Entwicklungsgeschichte der Wirbeltiere. Leipzig, 1861.